# A Férjek gyöngye epizódjainak listája
Az alábbi felsorolás a Férjek gyöngye című Emmy-díjas sorozat epizódjait tartalmazza.

## Évados áttekintés
| Évad | Évad | Részek száma | Eredeti sugárzás     | Eredeti sugárzás | Eredeti adó |
| Évad | Évad | Részek száma | Évadbemutató         | Évadzáró         | Eredeti adó |
| ---- | ---- | ------------ | -------------------- | ---------------- | ----------- |
|      | 1    | 25           | 1998. szeptember 21. | 1999. május 17.  | CBS         |
|      | 2    | 25           | 1999. szeptember 20. | 2000. május 22.  | CBS         |
|      | 3    | 25           | 2000. október 2.     | 2001. május 21.  | CBS         |
|      | 4    | 25           | 2001. szeptember 24. | 2002. május 20.  | CBS         |
|      | 5    | 25           | 2002. szeptember 23. | 2003. május 19.  | CBS         |
|      | 6    | 24           | 2003. október 1.     | 2004. május 19.  | CBS         |
|      | 7    | 22           | 2004. október 27.    | 2005. május 18.  | CBS         |
|      | 8    | 23           | 2005. szeptember 19. | 2006. május 22.  | CBS         |
|      | 9    | 13           | 2006. december 6.    | 2007. május 14.  | CBS         |

## 1. évad (1998-1999)
| Sor. | Év. | Cím                                         | Rendező          | Író | Premier              | Nézettség    | Gyártási szám |
| ---- | --- | ------------------------------------------- | ---------------- | --- | -------------------- | ------------ | ------------- |
| 1.   | 1.  | Így kezdődött (Pilot)                       | Pamela Fryman    | Michael J. Weithorn & David Litt                                                                           | 1998. szeptember 21. | 14,23 millió | 101           |
| 2.   | 2.  | Kövérek városa (Fat City)                   | Robert Berlinger | Cathy Yuspa & Josh Goldsmith                                                                               | 1998. szeptember 28. | 12,67 millió | 102           |
| 3.   | 3.  | Viszlát, cselló (Cello, Goodbye)            | Gail Mancuso     | Michael J. Weithorn & David Litt                                                                           | 1998. október 5.     | 12,01 millió | 103           |
| 4.   | 4.  | Richie története (Richie's Song)            | Robert Berlinger | Tony Sheehan                                                                                               | 1998. október 12.    | 11,22 millió | 104           |
| 5.   | 5.  | Családi viszony (Paternal Affairs)          | Brian K. Roberts | David Bickel                                                                                               | 1998. október 19.    | 10,77 millió | 105           |
| 6.   | 6.  | Többet ésszel (Head First)                  | Pamela Fryman    | Michael J. Weithorn & David Litt                                                                           | 1998. október 26.    | 13,23 millió | 106           |
| 7.   | 7.  | A gyűrű (The Rock)                          | Pamela Fryman    | Stacie Lipp                                                                                                | 1998. november 2.    | 12,66 millió | 107           |
| 8.   | 8.  | Doug iskolába megy (Educating Doug)         | Rob Schiller     | Cathy Yuspa & Josh Goldsmith                                                                               | 1998. november 9.    | 13,04 millió | 108           |
| 9.   | 9.  | Szeretünk Raymond (Road Rayge)              | Rob Schiller     | Tony Sheehan & David Litt                                                                                  | 1998. november 16.   | 14,16 millió | 109           |
| 10.  | 10. | A szupermarketben (Supermarket Story)       | Rob Schiller     | Cathy Yuspa & Josh Goldsmith                                                                               | 1998. november 23.   | 13,70 millió | 110           |
| 11.  | 11. | Karácsonyi ringy-rongy-rázás (Noel Cowards) | Rob Schiller     | David Bickel & Michael J. Weithorn                                                                         | 1998. december 14.   | 13,39 millió | 111           |
| 12.  | 12. | A kerítőnő (Fixer Upper)                    | Rob Schiller     | Tony Sheehan & David Litt                                                                                  | 1998. december 21.   | 10,89 millió | 112           |
| 13.  | 13. | Esküvői tanú (Best Man)                     | Rob Schiller     | Cathy Yuspa & Josh Goldsmith                                                                               | 1999. január 11.     | 15,61 millió | 113           |
| 14.  | 14. | Kutyanapok (Dog Days)                       | Rob Schiller     | David Litt                                                                                                 | 1999. január 18.     | 15,13 millió | 114           |
| 15.  | 15. | Az eltolt születésnap (Crappy Birthday)     | Mark Cendrowsk   | Történet: Kevin James & Gary Valentine & Rock Reuben Tévéjáték: David Bickel                               | 1999. február 1.     | 12,48 millió | 115           |
| 16.  | 16. | Valentin nap (S'Ain't Valentine's)          | Rob Schiller     | Történet: David Bickel Tévéjáték: Nancy Cohen & David Bickel & Michael J. Weithorn                         | 1999. február 8.     | 12,58 millió | 116           |
| 17.  | 17. | Carrie randija (Court Date)                 | Rob Schiller     | Cathy Yuspa & Josh Goldsmith                                                                               | 1999. február 15.    | 13,72 millió | 117           |
| 18.  | 18. | Fehér gallér (White Collar)                 | Rob Schiller     | Történet: Dan E. Fesman & Harry Victor Tévéjáték: Tony Sheehan                                             | 1999. február 22.    | 11,79 millió | 118           |
| 19.  | 19. | Egy esős nap (Rayny Day)                    | Rob Schiller     | David Bickel                                                                                               | 1999. március 1.     | 11,89 millió | 119           |
| 20.  | 20. | A tanulólány (Train Wreck)                  | Rob Schiller     | Történet: Ira Fritz & Neal Howard and Cathy Yuspa & Josh Goldsmith Tévéjáték: Cathy Yuspa & Josh Goldsmith | 1999. március 15.    | 13,33 millió | 120           |
| 21.  | 21. | Üzleti vacsora (Hungry Man)                 | Rob Schiller     | Tony Sheehan                                                                                               | 1999. április 5.     | 11,61 millió | 121           |
| 22.  | 22. | Hétvégi piknik (Time Share)                 | Rob Schiller     | Történet: Nancy Cohen Tévéjáték: Cathy Yuspa & Josh Goldsmith & David Bickel                               | 1999. április 26.    | 11,74 millió | 122           |
| 23.  | 23. | Arthur útban van (Where's Poppa)            | Rob Schiller     | Kevin James & Rock Reuben & Gary Valentine                                                                 | 1999. május 3.       | 12,98 millió | 123           |
| 24.  | 24. | A költözködés (Art House)                   | Rob Schiller     | David Litt                                                                                                 | 1999. május 10.      | 12,43 millió | 124           |
| 25.  | 25. | Baba, vagy nem baba? (Maybe Baby)           | Rob Schiller     | Michael J. Weithorn                                                                                        | 1999. május 17.      | 11,59 millió | 125           |

## 2. évad (1999-2000)
| Sor. | Év. | Cím                                                | Rendező      | Író                                                            | Premier              | Nézettség    | Gyártási szám |
| ---- | --- | -------------------------------------------------- | ------------ | -------------------------------------------------------------- | -------------------- | ------------ | ------------- |
| 26.  | 1.  | Ami boldoggá tesz (Queasy Rider)                   | Rob Schiller | David Litt                                                     | 1999. szeptember 20. | 13,48 millió | 201           |
| 27.  | 2.  | A barátnő (Female Problems)                        | Rob Schiller | Cathy Yuspa & Josh Goldsmith                                   | 1999. szeptember 27. | 13,61 millió | 202           |
| 28.  | 3.  | Üzemi baleset (Assaulted Nuts)                     | Rob Schiller | David Bickel                                                   | 1999. október 4.     | 13,69 millió | 203           |
| 29.  | 4.  | A keresztszülők keresztbe tesznek (Parent Trapped) | Rob Schiller | David Bickel                                                   | 1999. október 11.    | 12,52 millió | 204           |
| 30.  | 5.  | Kölcsön kenyér visszajár (Tube Stakes)             | Rob Schiller | Ilana Wernick                                                  | 1999. október 18.    | 13,28 millió | 205           |
| 31.  | 6.  | Ne szólj szám, nem fáj fejem (Doug Out)            | Rob Schiller | Cathy Yuspa & Josh Goldsmith                                   | 1999. október 25.    | 12,76 millió | 206           |
| 32.  | 7.  | A romantikus hétvége (Get Away)                    | Rob Schiller | Tony Sheehan                                                   | 1999. november 1.    | 14,87 millió | 207           |
| 33.  | 8.  | Még mindig szeretünk Raymond (Dire Strayts)        | Rob Schiller | Történet: Kevin James Tévéjáték: Rock Reuben & Gary Valentine  | 1999. november 8.    | 13,16 millió | 208           |
| 34.  | 9.  | Mindent a szemnek (I, Candy)                       | Rob Schiller | Cathy Yuspa & Josh Goldsmith                                   | 1999. november 15.   | 12,23 millió | 209           |
| 35.  | 10. | Spence új élete (Roamin' Holiday)                  | Rob Schiller | David Bickel & Ben Wexler                                      | 1999. november 22.   | 11,97 millió | 210           |
| 36.  | 11. | Tekekirálynő (Sparing Carrie)                      | Rob Schiller | Történet: Cathy Yuspa & Josh Goldsmith Tévéjáték: David Bickel | 1999. november 29.   | 14,60 millió | 211           |
| 37.  | 12. | Karácsonyi tőzsde (Net Prophets)                   | Rob Schiller | David Litt                                                     | 1999. december 13.   | 14,62 millió | 212           |
| 38.  | 13. | Legénybúcsú (Party Favor)                          | Rob Schiller | Történet: Rock Reuben Tévéjáték: Kevin James & Gary Valentine  | 2000. január 10.     | 14,05 millió | 213           |
| 39.  | 14. | A hős (Block Buster)                               | Rob Schiller | Tony Sheehan                                                   | 2000. január 17.     | 15,38 millió | 214           |
| 40.  | 15. | Hidegháború (Frozen Pop)                           | Rob Schiller | Ben Wexler                                                     | 2000. január 24.     | 15,72 millió | 215           |
| 41.  | 16. | Fair play (Fair Game)                              | Rob Schiller | Mark Sedaka                                                    | 2000. február 7.     | 11,92 millió | 216           |
| 42.  | 17. | A találkozás (Meet By-Product)                     | Rob Schiller | David Litt                                                     | 2000. február 14.    | 13,60 millió | 217           |
| 43.  | 18. | Barátvadászat (The Shmenkmans)                     | Rob Schiller | Cathy Yuspa & Josh Goldsmith                                   | 2000. február 21.    | 13,19 millió | 218           |
| 44.  | 19. | Meglepetés Arthur! (Surprise Artie)                | Rob Schiller | David Bickel                                                   | 2000. február 28.    | 10,96 millió | 219           |
| 45.  | 20. | Joker Doug (Wild Cards)                            | Rob Schiller | Tony Sheehan                                                   | 2000. március 6.     | 15,05 millió | 220           |
| 46.  | 21. | Dagi Dougi (Big Dougie)                            | Rob Schiller | Történet: Ben Wexler Tévéjáték: Cathy Yuspa & Josh Goldsmith   | 2000. április 17.    | 12,44 millió | 221           |
| 47.  | 22. | Tiszta víz (Soft Touch)                            | Rob Schiller | David Litt & Tony Sheehan                                      | 2000. május 1.       | 7,90 millió  | 222           |
| 48.  | 23. | Az éttermi vita (Restaurant Row)                   | Rob Schiller | Ilana Wernick                                                  | 2000. május 8.       | 10,55 millió | 223           |
| 49.  | 24. | Virágözön (Flower Power)                           | Rob Schiller | Rock Reuben                                                    | 2000. május 15.      | 12,01 millió | 224           |
| 50.  | 25. | Fej vagy írás (Whine Country)                      | Rob Schiller | Cathy Yuspa & Josh Goldsmith                                   | 2000. május 22.      | 11,71 millió | 225           |

## 3. évad (2000-2001)
| Sor. | Év. | Cím                                           | Rendező               | Író                              | Premier            | Nézettség    | Gyártási szám |
| ---- | --- | --------------------------------------------- | --------------------- | -------------------------------- | ------------------ | ------------ | ------------- |
| 51.  | 1.  | Rico (Do Rico)                                | Rob Schiller          | Cathy Yuspa & Josh Goldsmith     | 2000. október 2.   | 14,00 millió | 301           |
| 52.  | 2.  | Tök égő (Roast Chicken)                       | Rob Schiller          | Tony Sheehan                     | 2000. október 9.   | 14,39 millió | 302           |
| 53.  | 3.  | Kétlábú disznósajt (Fatty McButterpants)      | Rob Schiller          | Cathy Yuspa & Josh Goldsmith     | 2000. október 16.  | 14,84 millió | 303           |
| 54.  | 4.  | Vissza a suliba (Class Struggle)              | Jeff Melman           | David Litt & Ilana Wernick       | 2000. október 23.  | 13,71 millió | 304           |
| 55.  | 5.  | A sztrájk (Strike One)                        | Rob Schiller          | David Litt                       | 2000. október 30.  | 13,22 millió | 305           |
| 56.  | 6.  | A sztrájk 2. hete (Strike Too)                | Leonard R. Garner Jr. | David Bickel                     | 2000. november 6.  | 14,40 millió | 306           |
| 57.  | 7.  | A sztrájk 3. hete (Strike Out)                | Leonard R. Garner Jr. | Nick Bakay                       | 2000. november 13. | 13,91 millió | 307           |
| 58.  | 8.  | Homályos emlékek (Dark Meet)                  | Rob Schiller          | Rock Reuben                      | 2000. november 20. | 14,49 millió | 308           |
| 59.  | 9.  | Csúf modellek (Twisted Sitters)               | Rob Schiller          | Ilana Wernick                    | 2000. november 27. | 13,14 millió | 309           |
| 60.  | 10. | Rokoni munka (Work Related)                   | Rob Schiller          | David Bickel                     | 2000. december 4.  | 14,28 millió | 310           |
| 61.  | 11. | A jobb fényképezőgép (Better Camera)          | Rob Schiller          | Cathy Yuspa & Josh Goldsmith     | 2000. december 11. | 16,81 millió | 311           |
| 62.  | 12. | Piszkos kis ügyletek (Wedding Presence)       | Rob Schiller          | Cathy Yuspa & Josh Goldsmith     | 2001. január 8.    | 15,21 millió | 312           |
| 63.  | 13. | A szupertévé (Hi-Def Jam)                     | Rob Schiller          | David Bickel & Ilana Wernick     | 2001. január 29.   | 15,74 millió | 313           |
| 64.  | 14. | Össznépi társasjáték (Paint Misbehavin)       | Rob Schiller          | Tony Sheehan                     | 2001. február 5.   | 14,92 millió | 314           |
| 65.  | 15. | Deacon Blues (Deacon Blues)                   | Rob Schiller          | David Litt & Tony Sheehan        | 2001. február 12.  | 12,93 millió | 315           |
| 66.  | 16. | Szextilalom (Horizontal Hold)                 | James Widdoes         | David Bickel & Ilana Wernick     | 2001. február 19.  | 13,04 millió | 316           |
| 67.  | 17. | A belső hang (Inner Tube)                     | Rob Schiller          | Kevin James & Rock Reuben        | 2001. február 26.  | 13,89 millió | 317           |
| 68.  | 18. | A kék tabletta (Papa Pill)                    | Rob Schiller          | Nick Bakay                       | 2001. március 19.  | 14,29 millió | 318           |
| 69.  | 19. | Tisztelet (Package Deal)                      | Rob Schiller          | Mark Sedaka                      | 2001. április 9.   | 13,97 millió | 319           |
| 70.  | 20. | Pánik betegség (Separation Anxiety)           | Andrew Susskind       | Cathy Yuspa & Josh Goldsmith     | 2001. április 16.  | 12,48 millió | 320           |
| 71.  | 21. | A végrendelet (Departure Time)                | Rob Schiller          | Nick Bakay                       | 2001. április 30.  | 11,45 millió | 321           |
| 72.  | 22. | A szomszéd medencéje (Swim Neighbors)         | Henry Chan            | David Bickel & Ilana Wernick     | 2001. május 7.     | 12,19 millió | 322           |
| 73.  | 23. | Protekció (S'no Job)                          | Rob Schiller          | Rock Reuben & Tony Sheehan       | 2001. május 14.    | 11,01 millió | 323           |
| 74.  | 24. | Carrie terhes 1. rész (Pregnant Pause Part 1) | Rob Schiller          | Michael J. Weithorn & David Litt | 2001. május 21.    | 13,92 millió | 324           |
| 75.  | 25. | Carrie terhes 2. rész (Pregnant Pause Part 2) | Rob Schiller          | Michael J. Weithorn & David Litt | 2001. május 21.    | 13,92 millió | 325           |

## 4. évad (2001-2002)
| Sor. | Év. | Cím                                    | Rendező       | Író                                                        | Premier              | Nézettség    | Gyártási szám |
| ---- | --- | -------------------------------------- | ------------- | ---------------------------------------------------------- | -------------------- | ------------ | ------------- |
| 76.  | 1.  | A kutyasétáltató (Walk, Man)           | Rob Schiller  | Michael J. Weithorn                                        | 2001. szeptember 24. | 15,86 millió | 401           |
| 77.  | 2.  | A szemműtét (Sight Gag)                | Rob Schiller  | Cathy Yuspa & Josh Goldsmith                               | 2001. október 1.     | 14,28 millió | 402           |
| 78.  | 3.  | Nyomasztó rekord (Mean Streak)         | James Widdoes | Michael J. Weithorn                                        | 2001. október 8.     | 14,90 millió | 403           |
| 79.  | 4.  | Baráti követelések (Friender Bender)   | Rob Schiller  | David Bickel                                               | 2001. október 15.    | 15,05 millió | 404           |
| 80.  | 5.  | Nincs visszaút (No Retreat)            | Rob Schiller  | Kevin James & Rock Reuben                                  | 2001. október 22.    | 14,71 millió | 405           |
| 81.  | 6.  | Arthur és a Halloween (Ticker Treat)   | James Widdoes | David Bickel                                               | 2001. október 29.    | 14,24 millió | 406           |
| 82.  | 7.  | A szívműtét (Lyin' Hearted)            | Rob Schiller  | Ilana Wernick                                              | 2001. november 5.    | 15,42 millió | 407           |
| 83.  | 8.  | Az életbiztosítás (Life Sentence)      | Rob Schiller  | Chris Parrish                                              | 2001. november 12.   | 14,84 millió | 408           |
| 84.  | 9.  | Fátyolos veszedelem (Veiled Threat)    | Rob Schiller  | Ilana Wernick                                              | 2001. november 19.   | 14,39 millió | 409           |
| 85.  | 10. | Az életmentés (Oxy Moron)              | Rob Schiller  | Tony Sheehan                                               | 2001. november 26.   | 16,23 millió | 410           |
| 86.  | 11. | A szállítási szakértő (Depo Man)       | Rob Schiller  | Chris Downey & Ilana Wernick                               | 2001. december 10.   | 12,76 millió | 411           |
| 87.  | 12. | Hajrá, a gyerekekért (Ovary Action)    | Rob Schiller  | Richard J. Feinstein                                       | 2001. december 17.   | 16,50 millió | 412           |
| 88.  | 13. | Kaja harc (Food Fight)                 | Rob Schiller  | Chris Downey                                               | 2002. január 7.      | 16,39 millió | 413           |
| 89.  | 14. | Dupla program (Double Downer)          | Rob Schiller  | Jeff Stein                                                 | 2002. január 14.     | 14,84 millió | 414           |
| 90.  | 15. | A régi Doug-i éjszakák (Dougie Nights) | Rob Schiller  | Cathy Yuspa & Josh Goldsmith                               | 2002. február 4.     | 14,19 millió | 415           |
| 91.  | 16. | Utazni vagy nem utazni (No Orleans)    | Rob Schiller  | Ilana Wernick                                              | 2002. február 25.    | 14,07 millió | 416           |
| 92.  | 17. | A golf küldetés (Missing Links)        | Rob Schiller  | Michael J. Weithorn                                        | 2002. március 4.     | 15,20 millió | 417           |
| 93.  | 18. | Az imádott hős (Hero Worship)          | James Widdoes | David Bickel & Chris Downey                                | 2002. március 18.    | 14,23 millió | 418           |
| 94.  | 19. | Az eszes sofőr (Screwed Driver)        | James Widdoes | Rock Reuben                                                | 2002. március 25.    | 14,14 millió | 419           |
| 95.  | 20. | Hosszú élet (Lush Life)                | James Widdoes | Tony Sheehan                                               | 2002. április 8.     | 15,65 millió | 420           |
| 96.  | 21. | Az osztálytalálkozó (Bun Dummy)        | Rob Schiller  | Chris Downey & Tony Sheehan                                | 2002. április 29.    | 11,46 millió | 421           |
| 97.  | 22. | Adó idő (Patrons Ain't)                | James Widdoes | Ilana Wernick                                              | 2002. május 6.       | 11,34 millió | 422           |
| 98.  | 23. | Potya pénz (Eddie Money)               | Rob Schiller  | Történet: Kevin James Tévéjáték: Rock Reuben & Mike Soccio | 2002. május 13.      | 12,33 millió | 423           |
| 99.  | 24. | Fogorvosi eset (Two Thirty)            | Rob Schiller  | David Bickel                                               | 2002. május 20.      | 12,21 millió | 424           |
| 100. | 25. | Arthur a pszichológusnál (Shrink Wrap) | Rob Schiller  | Michael J. Weithorn                                        | 2002. május 20.      | 13,46 millió | 425           |

## 5. évad (2002-2003)
| Sor. | Év. | Cím                                    | Rendező          | Író                                                | Premier              | Nézettség    | Gyártási szám |
| ---- | --- | -------------------------------------- | ---------------- | -------------------------------------------------- | -------------------- | ------------ | ------------- |
| 101. | 1.  | Arthur Spooner (Arthur, Spooner)       | Rob Schiller     | Tony Sheehan                                       | 2002. szeptember 23. | 14,95 millió | 501           |
| 102. | 2.  | Az új szomszéd (Window Pain)           | Rob Schiller     | Ilana Wernick                                      | 2002. szeptember 30. | 13,74 millió | 502           |
| 103. | 3.  | Pokol és menny (Holy Mackerel)         | Rob Schiller     | Ilana Wernick                                      | 2002. október 7.     | 11,68 millió | 503           |
| 104. | 4.  | A futballedző (Kirbed Enthusiasm)      | Rob Schiller     | Kevin James & Rock Reuben                          | 2002. október 14.    | 14,01 millió | 504           |
| 105. | 5.  | Új lány a cipőjavítóban (Mammary Lane) | Rob Schiller     | David Bickel & Michael J. Weithorn                 | 2002. október 21.    | 13,96 millió | 505           |
| 106. | 6.  | Üzleti bonyodalmak (Business Affairs)  | Rob Schiller     | Cathy Yuspa & Josh Goldsmith                       | 2002. október 28.    | 14,64 millió | 506           |
| 107. | 7.  | Egy régi barátnő (Flame Resistant)     | Rob Schiller     | Rock Reuben                                        | 2002. november 4.    | 14,01 millió | 507           |
| 108. | 8.  | Csillogó fénykép (Flash Photography)   | Henry Chan       | David Bickel                                       | 2002. november 11.   | 13,96 millió | 508           |
| 109. | 9.  | Négyes csatlakozás (Connect Four)      | Rob Schiller     | Ilana Wernick                                      | 2002. november 18.   | 13,63 millió | 509           |
| 110. | 10. | Kölcsönfeleség (Loaner Car)            | Rob Schiller     | Cathy Yuspa & Josh Goldsmith                       | 2002. november 25.   | 14,92 millió | 510           |
| 111. | 11. | Karácsonyi ajándék (Mentalo Case)      | John Fortenberry | David Bickel                                       | 2002. december 16.   | 12,94 millió | 511           |
| 112. | 12. | A terápia (Jung Frankenstein)          | Rob Schiller     | Michael J. Weithorn                                | 2003. január 6.      | 14,68 millió | 512           |
| 113. | 13. | Az átvilágítás (Attention Deficit)     | Rob Schiller     | Chris Downey                                       | 2003. január 20.     | 14,20 millió | 513           |
| 114. | 14. | A fényképek (Prints Charming)          | Rob Schiller     | Cathy Yuspa & Josh Goldsmith                       | 2003. február 3.     | 14,86 millió | 514           |
| 115. | 15. | Pingvinkaland (Animal Attraction)      | Rob Schiller     | Rock Reuben                                        | 2003. február 10.    | 13,48 millió | 515           |
| 116. | 16. | Önfeledt nyaralás (Golden Moldy)       | James Widdoes    | Tony Sheehan                                       | 2003. február 17.    | 13,63 millió | 516           |
| 117. | 17. | A penészprobléma (S'Poor House)        | James Widdoes    | Michael J. Weithorn                                | 2003. február 24.    | 14,80 millió | 517           |
| 118. | 18. | Az orosz munkások (Steve Moscow)       | Rob Schiller     | Chris Downey                                       | 2003. március 10.    | 14,04 millió | 518           |
| 119. | 19. | Csak az igazat! (Cowardly Lyin)        | Rob Schiller     | Ilana Wernick                                      | 2003. március 31.    | 13,30 millió | 519           |
| 120. | 20. | Féltékeny munkaerő (Driving Reign)     | James Widdoes    | Rock Reuben & Mike Soccio                          | 2003. április 14.    | 12,21 millió | 520           |
| 121. | 21. | Drága ruhák (Clothes Encounter)        | James Widdoes    | Chris Downey                                       | 2003. április 21.    | 12,12 millió | 521           |
| 122. | 22. | Az örökség (Queens'bro Bridge)         | James Widdoes    | David Bickel                                       | 2003. április 28.    | 11,72 millió | 522           |
| 123. | 23. | Doug régi kutyája (Dog Shelter)        | Rob Schiller     | David Bickel & Ilana Wernick                       | 2003. május 5.       | 11,93 millió | 523           |
| 124. | 24. | Fura diéta (Taste Buds)                | Rob Schiller     | Történet: Trevor Dellecave Tévéjáték: Tony Sheehan | 2003. május 12.      | 11,58 millió | 524           |
| 125. | 25. | Az ágy (Bed Spread)                    | Rob Schiller     | Owen Ellickson                                     | 2003. május 19.      | 11,47 millió | 525           |

## 6. évad (2003-2004)
| Sor. | Év. | Cím                                        | Rendező         | Író                          | Premier            | Nézettség    | Gyártási szám |
| ---- | --- | ------------------------------------------ | --------------- | ---------------------------- | ------------------ | ------------ | ------------- |
| 126. | 1.  | Dougless 1. rész (Doug Less Part 1)        | Rob Schiller    | Ilana Wernick                | 2003. október 1.   | 13,64 millió | 601           |
| 127. | 2.  | Dougless 2. rész (Doug Less Part 2)        | Rob Schiller    | Ilana Wernick                | 2003. október 1.   | 13,64 millió | 602           |
| 128. | 3.  | King-pong (King Pong)                      | Rob Schiller    | Tony Sheehan                 | 2003. október 8.   | 11,35 millió | 603           |
| 129. | 4.  | Rettegésre felesküdve (Dreading Vows)      | Rob Schiller    | David Bickel                 | 2003. október 15.  | 9,49 millió  | 604           |
| 130. | 5.  | Éjjeli kimaradás (Nocturnal Omission)      | Rob Schiller    | Michael J. Weithorn          | 2003. október 22.  | 10,35 millió | 605           |
| 131. | 6.  | A bírói ítélet (Affidavit Justice)         | Rob Schiller    | Kevin James & Rock Reuben    | 2003. október 29.  | 12,48 millió | 606           |
| 132. | 7.  | Titkos kert (Secret Garden)                | Ken Whittingham | Chris Downey                 | 2003. november 12. | 12,69 millió | 607           |
| 133. | 8.  | Tojáshéj hadművelet (Eggsit Strategy)      | Rob Schiller    | Cathy Yuspa & Josh Goldsmith | 2003. november 19. | 11,92 millió | 608           |
| 134. | 9.  | Férfi köszönet (Thanks, Man)               | Rob Schiller    | Michael J. Weithorn          | 2003. november 26. | 14,99 millió | 609           |
| 135. | 10. | Az utolsó lusta Amerikában (American Idle) | Rob Schiller    | Cathy Yuspa & Josh Goldsmith | 2003. december 3.  | 11,36 millió | 610           |
| 136. | 11. | Karácsonyiszony (Santa Claustrophobia)     | Rob Schiller    | Owen Ellickson               | 2003. december 17. | 11,24 millió | 611           |
| 137. | 12. | Fontos döntések (Dougie Houser)            | Rob Schiller    | David Bickel                 | 2004. január 7.    | 13,33 millió | 612           |
| 138. | 13. | Rideg örökös (Frigid Heirs)                | Rob Schiller    | Jenna Bruce                  | 2004. január 14.   | 12,46 millió | 613           |
| 139. | 14. | Modellé válás (Switch Sitters)             | Rob Schiller    | Tony Sheehan                 | 2004. február 11.  | 11,89 millió | 614           |
| 140. | 15. | Gagyik gyöngye (Cheap Saks)                | Rob Schiller    | Cathy Yuspa & Josh Goldsmith | 2004. február 11.  | 12,29 millió | 615           |
| 141. | 16. | Átkozottak (Damned Yanky)                  | Rob Schiller    | Chris Downey                 | 2004. február 18.  | 11,92 millió | 616           |
| 142. | 17. | A többszörös terv (Multiple Plots)         | Rob Schiller    | Rock Reuben                  | 2004. február 25.  | 12,68 millió | 617           |
| 143. | 18. | A pletyka (Trash Talker)                   | Rob Schiller    | David Bickel                 | 2004. március 3.   | 11,10 millió | 618           |
| 144. | 19. | Példamutató magatartás (Precedent Nixin)   | Rob Schiller    | Ilana Wernick                | 2004. március 17.  | 9,87 millió  | 619           |
| 145. | 20. | Az ellenség neve, Apa (Foe: Pa)            | Rob Schiller    | Michael J. Weithorn          | 2004. március 24.  | 12,98 millió | 620           |
| 146. | 21. | Tankkal a mennybe (Tank Heaven)            | Rob Schiller    | Rock Reuben                  | 2004. április 7.   | 9,76 millió  | 621           |
| 147. | 22. | Az alteregó (Altar Ego)                    | Rob Schiller    | Tony Sheehan                 | 2004. május 5.     | 9,19 millió  | 622           |
| 148. | 23. | Keverés-kavarás (Icky Shuffle)             | Rob Schiller    | Chris Downey                 | 2004. május 12.    | 9,60 millió  | 623           |
| 149. | 24. | Kettős házasság (Awful Bigamy)             | Rob Schiller    | Ilana Wernick                | 2004. május 19.    | 8,69 millió  | 624           |

## 7. évad (2004-2005)
| Sor. | Év. | Cím                                          | Rendező          | Író                                                                    | Premier            | Nézettség    | Gyártási szám |
| ---- | --- | -------------------------------------------- | ---------------- | ---------------------------------------------------------------------- | ------------------ | ------------ | ------------- |
| 150. | 1.  | Bónuszpontok (Lost Vegas)                    | Rob Schiller     | Tom Hertz                                                              | 2004. október 27.  | 10,68 millió | 701           |
| 151. | 2.  | Munkamánia (Dugan Groupie)                   | Rob Schiller     | Tony Sheehan                                                           | 2004. november 3.  | 11,53 millió | 702           |
| 152. | 3.  | A megkínzott férj (Furious Gorge)            | Rob Schiller     | Ilana Wernick                                                          | 2004. november 10. | 12,74 millió | 703           |
| 153. | 4.  | A vicces fiú (Entertainment Weakly)          | Rob Schiller     | Mike Soccio                                                            | 2004. november 24. | 9,47 millió  | 704           |
| 154. | 5.  | Nevek (Name Dropper)                         | Rob Schiller     | Rock Reuben                                                            | 2004. december 1.  | 12,66 millió | 705           |
| 155. | 6.  | Leánynézőben (Offtrack... Bedding)           | Rob Schiller     | Nick Bakay                                                             | 2004. december 8.  | 10,04 millió | 706           |
| 156. | 7.  | Kicsi, de hasznos (Silent Mite)              | Andy Cadiff      | Ilana Wernick                                                          | 2004. december 15. | 9,84 millió  | 707           |
| 157. | 8.  | Magányos pár barátokat keres (Awed Couple)   | Rob Schiller     | David Bickel                                                           | 2005. január 5.    | 10,23 millió | 708           |
| 158. | 9.  | Vad parfüm (Cologne Ranger)                  | Andrew D. Weyman | Rock Reuben                                                            | 2005. január 12.   | 11,04 millió | 709           |
| 159. | 10. | Zavar a házicseléd (Domestic Disturbance)    | Ken Whittingham  | Tony Sheehan                                                           | 2005. január 19.   | 12,12 millió | 710           |
| 160. | 11. | A bármixer (Pour Judgment)                   | Rob Schiller     | Owen Ellickson                                                         | 2005. január 26.   | 11,24 millió | 711           |
| 161. | 12. | Fitness örület (Gym Neighbors)               | Rob Schiller     | David Bickel                                                           | 2005. február 9.   | 8,87 millió  | 712           |
| 162. | 13. | Emlékek (Gorilla Warfare)                    | Rob Schiller     | Mike Soccio & Owen Ellickson                                           | 2005. február 16.  | 9,92 millió  | 713           |
| 163. | 14. | Helló suli! (Hi, School)                     | Rob Schiller     | Ilana Wernick                                                          | 2005. február 23.  | 9,48 millió  | 714           |
| 164. | 15. | Születésnapi hiszti (Deconstructing Carrie)  | Rob Schiller     | Michelle Nader                                                         | 2005. március 2.   | 9,47 millió  | 715           |
| 165. | 16. | Fekete lista (Black List)                    | Rob Schiller     | Liz Astrof Aronauer                                                    | 2005. március 16.  | 11,10 millió | 716           |
| 166. | 17. | A megnyert jegy (Wish Boned)                 | Rob Schiller     | David Bickel & Michael J. Weithorn                                     | 2005. március 30.  | 8,96 millió  | 717           |
| 167. | 18. | Az új kávézó (Van, Go)                       | Mark Cendrowski  | Tom Hertz                                                              | 2005. április 6.   | 7,93 millió  | 718           |
| 168. | 19. | Jégbe fagyva (Ice Cubed)                     | Rob Schiller     | Történet: Cathy Ladman Tévéjáték: Michelle Nader & Liz Astrof Aronauer | 2005. április 13.  | 7,67 millió  | 719           |
| 169. | 20. | Ragályos pokol (Catching Hell)               | Rob Schiller     | Chris Downey                                                           | 2005. április 20.  | 7,85 millió  | 720           |
| 170. | 21. | Csúszós lejtő (Slippery Slope)               | Rob Schiller     | Chris Downey & Rock Reuben                                             | 2005. május 9.     | 10,04 millió | 721           |
| 171. | 22. | A szomszéd nője mindig zöldebb (Buy Curious) | Rob Schiller     | Ilana Wernick                                                          | 2005. május 18.    | 7,95 millió  | 722           |

## 8. évad (2005-2006)
| Sor. | Év. | Cím                                           | Rendező             | Író                                                                   | Premier              | Nézettség    | Gyártási szám |
| ---- | --- | --------------------------------------------- | ------------------- | --------------------------------------------------------------------- | -------------------- | ------------ | ------------- |
| 172. | 1.  | Carrie a rosszlány (Pole Lox)                 | Rob Schiller        | Michael J. Weithorn                                                   | 2005. szeptember 19. | 10,74 millió | 801           |
| 173. | 2.  | Hangos viszály (Vocal Discord)                | Rob Schiller        | Chris Downey                                                          | 2005. szeptember 26. | 10,65 millió | 802           |
| 174. | 3.  | Tökéletesen profi (Consummate Professional)   | Rob Schiller        | Ilana Wernick                                                         | 2005. október 3.     | 10,31 millió | 803           |
| 175. | 4.  | Kétségbeesetten (Like Hell)                   | Mark Cendrowski     | Owen Ellickson & Mike Soccio                                          | 2005. október 10.    | 10,50 millió | 804           |
| 176. | 5.  | Szendvics mizéria (Sandwiched Out)            | Rob Schiller        | Nick Bakay & David Bickel                                             | 2005. október 17.    | 10,47 millió | 805           |
| 177. | 6.  | Belőtt séró (Shear Torture)                   | Rob Schiller        | Liz Astrof Aronauer                                                   | 2005. október 24.    | 11,23 millió | 806           |
| 178. | 7.  | Cukorpatak panzió (Inn Escapable)             | Rob Schiller        | Michelle Nader                                                        | 2005. november 7.    | 11,23 millió | 807           |
| 179. | 8.  | A gyanú árnyékában (Move Doubt)               | Rob Schiller        | Liz Astrof Aronauer & Owen Ellickson                                  | 2005. november 14.   | 10,93 millió | 808           |
| 180. | 9.  | Titkos imádó (G'Night Stalker)                | Rob Schiller        | Chris Downey                                                          | 2005. november 21.   | 10,98 millió | 809           |
| 181. | 10. | Vad bikák (Raygin' Bulls)                     | Howard Murray       | Michelle Nader & Rock Reuben                                          | 2005. november 28.   | 12,92 millió | 810           |
| 182. | 11. | Karácsonyi süti vásár (Baker's Doesn't)       | Michael J. Weithorn | Liz Astrof Aronauer & Ilana Wernick                                   | 2005. december 19.   | 11,31 millió | 811           |
| 183. | 12. | Kell gyerek (Fresh Brood)                     | Rob Schiller        | Michelle Nader & Rock Reuben                                          | 2006. január 6.      | 12,11 millió | 812           |
| 184. | 13. | A játékos (Gambling N'Diction)                | Rob Schiller        | Ilana Wernick                                                         | 2006. január 23.     | 11,38 millió | 813           |
| 185. | 14. | Lakás para (Apartment Complex)                | Michael J. Weithorn | David Bickel                                                          | 2006. február 6.     | 11,60 millió | 814           |
| 186. | 15. | A bogárbomba (Buggie Nights)                  | Rob Schiller        | David Bickel & Chris Downey                                           | 2006. február 27.    | 10,81 millió | 815           |
| 187. | 16. | Egy sérült térd (Knee Jerk)                   | Ken Whittingham     | Történet: Amy Gershwin Tévéjáték: David Bickel & Chris Downey         | 2006. március 6.     | 10,48 millió | 816           |
| 188. | 17. | Baráti kép (Present Tense)                    | Henry Chan          | Michelle Nader & Rock Reuben                                          | 2006. március 13.    | 11,30 millió | 817           |
| 189. | 18. | Őrült haj (Sold-Y Locks)                      | Rob Schiller        | Owen Ellickson & Dennis Regan                                         | 2006. március 20.    | 10,75 millió | 818           |
| 190. | 19. | Érzelmi hullámvasút (Emotional Rollercoaster) | Rob Schiller        | Amy Gershwin                                                          | 2006. április 10.    | 8,35 millió  | 819           |
| 191. | 20. | Négyes menet (Four Play)                      | Rob Schiller        | Liz Astrof Aronauer & Michelle Nader                                  | 2006. május 1.       | 7,44 millió  | 820           |
| 192. | 21. | A kulisszák mögött (Hartford Wailer)          | Rob Schiller        | Történet: David Bickel & Chris Downey Tévéjáték: Giuseppe Graziano    | 2006. május 8.       | 7,99 millió  | 821           |
| 193. | 22. | Harci helyzet (Fight Schlub)                  | Rob Schiller        | Owen Ellickson & Mike Soccio                                          | 2006. május 15.      | 8,21 millió  | 822           |
| 194. | 23. | Vége a dalnak (Acting Out)                    | Rob Schiller        | Történet: Liz Astrof Aronauer & Michelle Nader Tévéjáték: Rock Reuben | 2006. május 22.      | 8,39 millió  | 823           |

## 9. évad (2006-2007)
| Sor. | Év. | Cím                                            | Rendező      | Író                                                                                  | Premier            | Nézettség    | Gyártási szám |
| ---- | --- | ---------------------------------------------- | ------------ | ------------------------------------------------------------------------------------ | ------------------ | ------------ | ------------- |
| 195. | 1.  | A modellház (Mama Cast)                        | Rob Schiller | Mike Soccio & Ilana Wernick                                                          | 2006. december 6.  | 9,42 millió  | 901           |
| 196. | 2.  | A másik Heffernan (Affair Trade)               | Rob Schiller | Rock Reuben & Dennis Regan                                                           | 2006. december 6.  | 10,17 millió | 902           |
| 197. | 3.  | Idióta Moxie (Moxie Moron)                     | Rob Schiller | Liz Astrof Aronauer & Owen Ellickson                                                 | 2006. december 13. | 9,02 millió  | 903           |
| 198. | 4.  | Zavart őrnagy (Major Disturbance)              | Rob Schiller | Rock Reuben & Ilana Wernick                                                          | 2006. december 13. | 9,04 millió  | 904           |
| 199. | 5.  | Nyakfodor (Ruff Goin)                          | Rob Schiller | David Bickel & Chris Downey                                                          | 2006. december 20. | 8,29 millió  | 905           |
| 200. | 6.  | Készülj fel (Brace Yourself)                   | Rob Schiller | David Bickel & Chris Downey                                                          | 2007. január 3.    | 8,47 millió  | 906           |
| 201. | 7.  | Gagyi otthon (Home Cheapo)                     | Rob Schiller | Liz Astrof Aronauer & Ilana Wernick                                                  | 2007. április 9.   | 13,41 millió | 907           |
| 202. | 8.  | Támadó madár (Offensive Fowl)                  | Rob Schiller | David Bickel & Chris Downey                                                          | 2007. április 16.  | 12,22 millió | 908           |
| 203. | 9.  | Enyhe csomó (Mild Bunch)                       | Rob Schiller | Történet: Liz Astrof Aronauer & Owen Ellickson Tévéjáték: Dennis Regan & Mike Soccio | 2007. április 23.  | 12,63 millió | 909           |
| 204. | 10. | Manhattan terv (Manhattan Project)             | Rob Schiller | Rock Reuben                                                                          | 2007. április 30.  | 13,03 millió | 910           |
| 205. | 11. | Egy helyen (Single Spaced)                     | Rob Schiller | Történet: Ilana Wernick Tévéjáték: David Bickel & Chris Downey                       | 2007. május 7.     | 13,42 millió | 911           |
| 206. | 12. | Kína szindróma 1. rész (China Syndrome Part 1) | Rob Schiller | Michael J. Weithorn                                                                  | 2007. május 14.    | 13,61 millió | 912           |
| 207. | 13. | Kína szindróma 2. rész (China Syndrome Part 2) | Rob Schiller | Michael J. Weithorn                                                                  | 2007. május 14.    | 13,61 millió | 913           |